# Van Gent (cràter)
Van Gent és un cràter d'impacte pertanyent a la cara oculta de la Lluna que es troba al sud-sud-est del cràter més gran Konstantinov. A una distància similar a l'est-sud-est es troba Spencer Jones i al sud-est se situa Papaleksi.

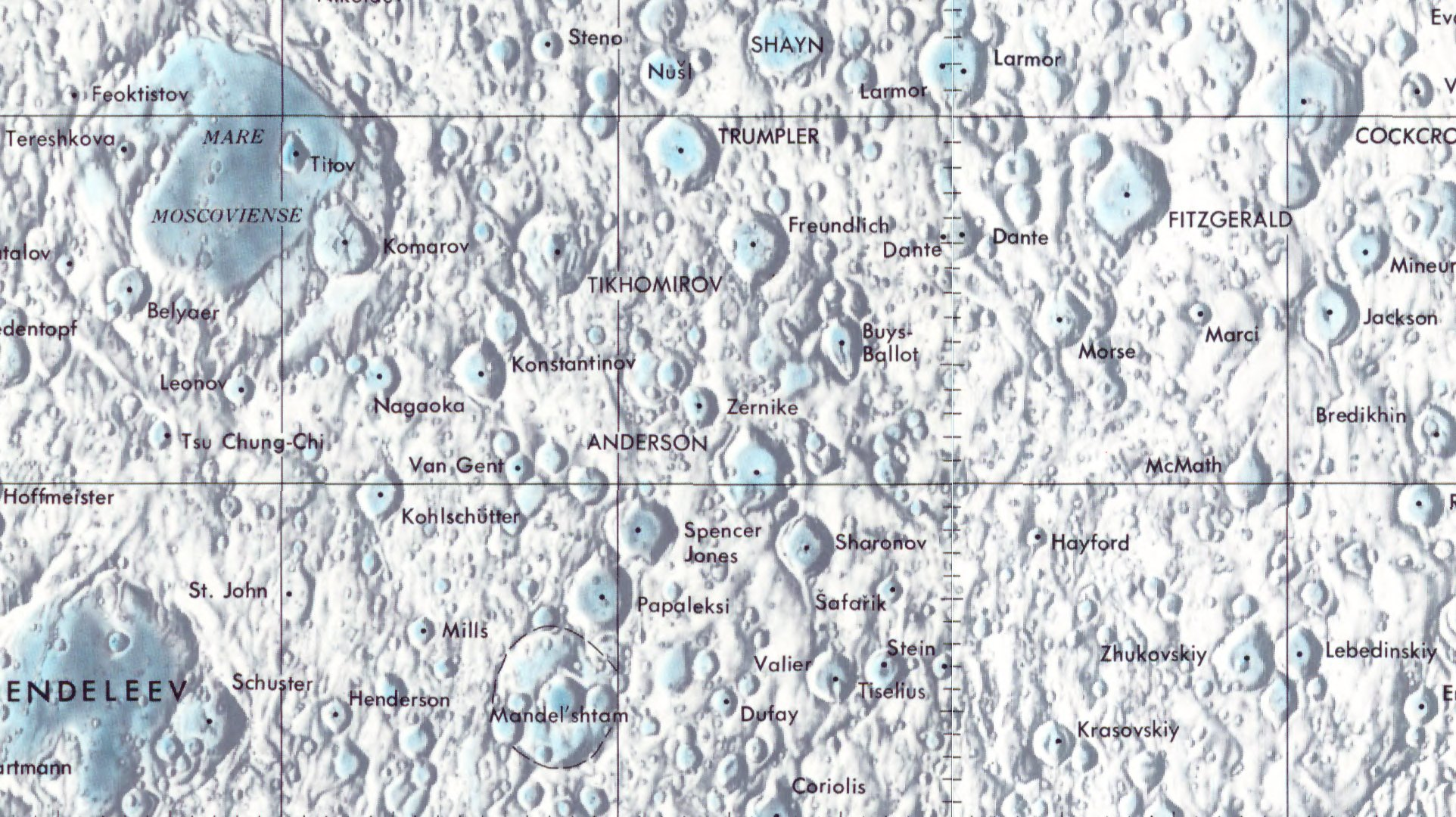
Localització de Van Gent (centre de la imatge)
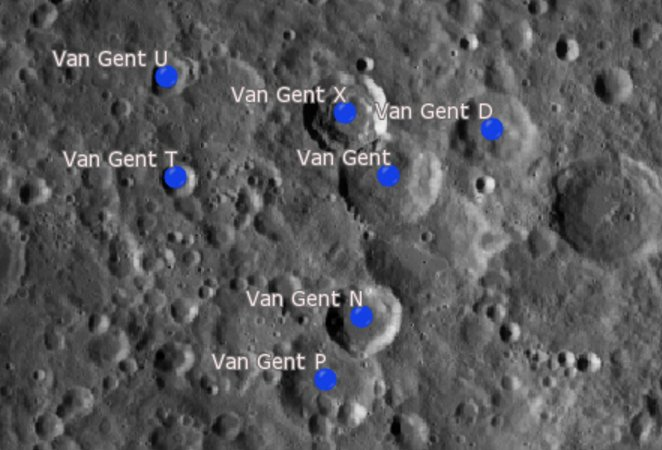
Cràters satèl·lit

Aquest cràter s'uneix al cràter satèl·lit Van Gent X al nord-oest per formar un cràter doble. Van Gent també se superposa parcialment al que sembla ser un romanent més antic d'un altre cràter al sud-est, que al seu torn s'uneix a Van Gent N, que també està unit a Van Gent P en el seu costat sud-est. El resultat és una cadena de cràters consisteix en cinc impactes formant un arc amb el costat còncau mirant cap a l'oest.

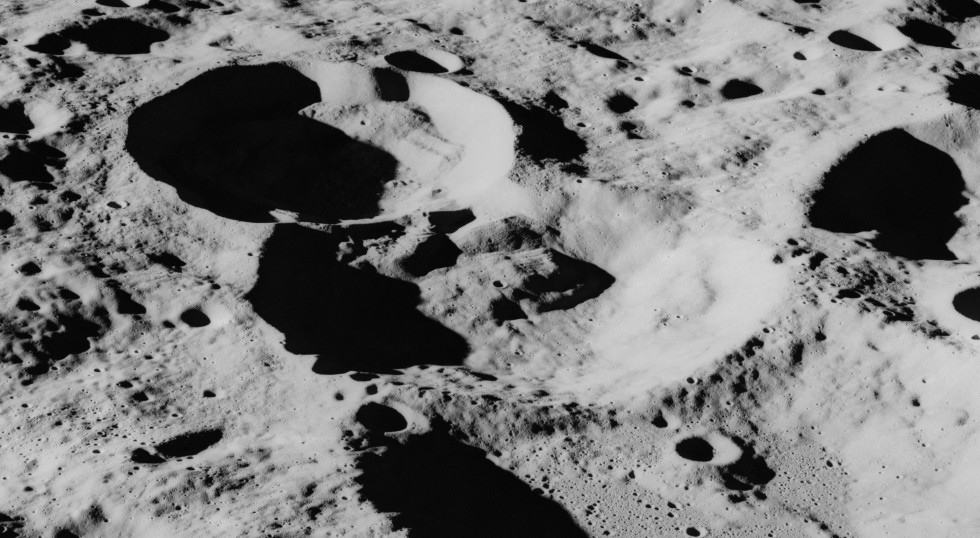
Vista obliqua de Van Gent, orientada al nord. Van Gent X es troba a la part superior esquerra.Fotografia de la missió Apollo 16
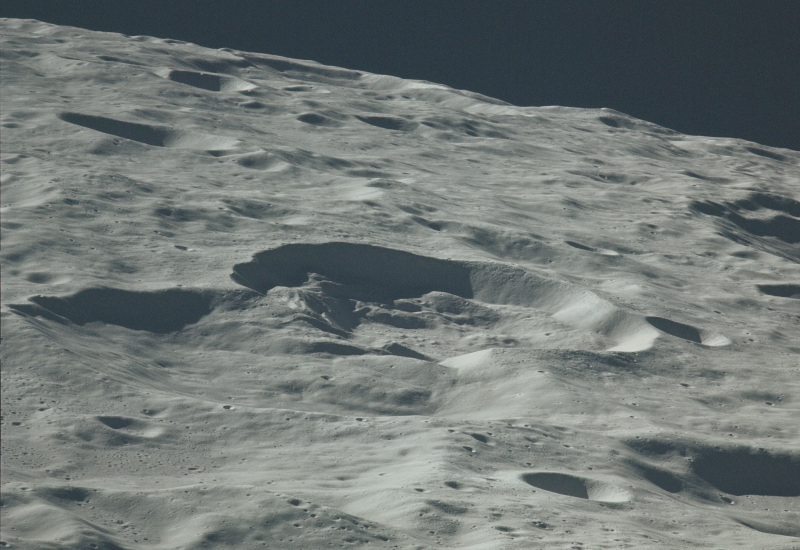
Vista obliqua del cràter Van Gent X (centre) i Van Gent (inferior esquerra), orientada al nord-est. Fotografia de la missió Apollo 16

La vora de Van Gent és una circumferència lleugerament distorsionada a causa de la presència dels cràters juntament amb els que s'ha format. El perfil de la vora apareix una mica desgastada, amb un petit cràter sobre la vora compartit amb Van Gent X. El seu interior no té altres trets ressenyables, sent marcat només per alguns cràters minúsculs.

## Cràters satèl·lit
Per convenció aquests elements són identificats en els mapes lunars posant la lletra en el costat del punt central del cràter que està més proper a Van Gent.
| Van Gent | Coordenades                            | Diàmetre |
| -------- | -------------------------------------- | -------- |
| D        | 16° 18′ N, 161° 42′ E / 16.3°N,161.7°E | 35 km    |
| N        | 13° 30′ N, 160° 00′ E / 13.5°N,160.0°E | 32 km    |
| P        | 12° 36′ N, 159° 24′ E / 12.6°N,159.4°E | 47 km    |
| T        | 15° 30′ N, 157° 12′ E / 15.5°N,157.2°E | 16 km    |
| U        | 17° 00′ N, 157° 06′ E / 17.0°N,157.1°E | 20 km    |
| X        | 16° 24′ N, 159° 42′ E / 16.4°N,159.7°E | 38 km    |